# Vladas Garastas
Vladas Garastas (Linkuva, 8 februari 1932) is een voormalig Litouws en Sovjet basketbalcoach. Hij was coach van de nationale teams van de Sovjet-Unie en Litouwen.

## Carrière
Garastas speelde voor Žalgiris Kaunas. Hij werd met Žalgiris één keer tweede om het Landskampioenschap van de Sovjet-Unie in 1952. Hij werd derde in 1953, 1954 en 1955. In 1953 werd hij met Žalgiris bekerwinnaar in de Sovjet-Unie.
Garastas werd hoofdcoach van Žalgiris Kaunas in 1979. Garastas bracht Žalgiris naar de top van het Sovjet basketbal. Garastas werd met Žalgiris drie keer Landskampioen van de Sovjet-Unie in 1985, 1986 en 1987. In 1985 haalde Žalgiris onder zijn leiding de finale om de Saporta Cup. Žalgiris verloor van FC Barcelona uit Spanje met 73-77. Een jaar later haalde Garastas met Žalgiris zelfs de finale om de EuroLeague. Ook deze finale verloren ze van Cibona Zagreb uit Joegoslavië met 82-94. Ook stond Garastas met Žalgiris in 1986 in de finale om de Intercontinental Cup. Nu won Žalgiris van Club Ferro Carril Oeste uit Argentinië met 84-78. In 1991 ging Garastas naar Galatasaray BC in Turkije. Na een jaar vertrok Garastas naar BC Prievidza uit Slowakije. In 1994 keerde Garastas naar zijn vaderland terug om nog twee jaar coach te zijn van Atletas Kaunas.

## Nationale teams
Garastas was van 1989 t/m 1991 coach van de Sovjet-Unie. Met de Sovjet-Unie won Garastas brons op het Europees kampioenschap basketbal in 1989. Ook won Garastas zilver op het Wereldkampioenschap basketbal in 1990. Garastas won brons op de Goodwill Games in 1990. Van 1992 t/m 1997 was Garastas coach van Litouwen. Met Litouwen won Garastas brons op de Olympische Spelen van 1992 en 1996. Ook won Garastas zilver op het Europees kampioenschap basketbal in 1995.

## Erelijst speler
- Landskampioen Sovjet-Unie:
  - Tweede: 1952
  - Derde: 1953, 1954, 1955
- Bekerwinnaar Sovjet-Unie: 1
  - Winnaar: 1953
- Landskampioen Litouwen SSR: 4
  - Winnaar: 1952, 1953, 1954, 1955

## Erelijst coach
- Landskampioen Sovjet-Unie: 3
  - Winnaar: 1985, 1986, 1987
  - Tweede: 1980, 1983, 1984, 1988, 1989
- Saporta Cup:
  - Runner-up: 1985
- EuroLeague:
  - Runner-up: 1986
- Intercontinental Cup: 1
  - Winnaar: 1986